# Czarnogóra na Mistrzostwach Świata w Lekkoatletyce 2017
Czarnogóra na Mistrzostwach Świata w Lekkoatletyce 2017 – reprezentacja Czarnogóry podczas Mistrzostw Świata w Londynie liczyła 1 zawodniczkę, która nie zdobyła medalu.

## Skład reprezentacji
| Zawodniczka    | Konkurencja | Kwalifikacje | Kwalifikacje | Finał | Finał   |
| Zawodniczka    | Konkurencja | Wynik        | Pozycja      | Wynik | Pozycja |
| -------------- | ----------- | ------------ | ------------ | ----- | ------- |
| Marija Vuković | skok wzwyż  | 1,85         | 21.          | NQ    | NQ      |